# ألعاب الفيديو في التعليم
يمكن استخدام ألعاب الفيديو في العملية التعليمية. فمن خلال اللعب يستطيع الطلبة تطوير قدراتهم لإيجاد طرق مختلفة لحل المشكلات التي تعترضهم. سيكتشف اللاعبون عادة أنهم بحاجة لهذه المهارات لاحقا في اللعبة، وبالتالي فإنهم مطالبون بالمحافظة على مهاراتهم وشحذها لاستخدامها لاحقا. وعادة ما توفر ألعاب الفيديو تكريما تحفيزيا عقب النجاح في حل مشكلة ما، مما قد يساعد في تطوير المهارات طوال مراحل اللعبة. هذا بالمقارنة مع البيئة الصفية حيث ينتظر الطلاب درجات الاختبارات ويكافؤون حينها ببطاقات التقارير لتقييم أدائهم. وبالتالي فإن بالإمكان استخدام ألعاب الفيديو كبديل للبيئة الصفية مع احتفاظها بمستويات من الصعوبة تعزز التعلم لدى اللاعب. 
إن كانت اللعبة ناجحة فإن اللاعبين سيأخذون الوقت لتطوير معرفتهم بكافة جوانبها، وبالتالي ستتم ممارسة اللعبة باهتمام كبير لفترة أطول. الهدف الأساسي للمطورين هو إنتاج لعبة تجذب انتباه اللاعب بطريقة تجعله يرغب في الاستمرار في اللعب.

## مقارنة مع النموذج الصفي
في النموذج الصفي التقليدي عادة ما يقف المعلم أمام الطلاب ويلقي المحاضرة. وبما أن مستويات التحصيل العلمي لبعض الطلبة تتفاوت، فيحتمل أن يتم تجاهل بعض الطلبة أو تهميش البعض الآخر بسبب طبيعة البيئة الصفية. علاوة على ذلك، بما أن المعلم مشترك في الصف بأكمله فهو لا يشرك طالبا بحد ذاته فيصبح من السهل على الطالب أن يفقد حبل أفكاره وينفصل عما يجري في الصف.
تبدو ألعاب الفيديو أكثر تفاعلية فبدلا من إعطاء معلومات طوال فترة صفية ممتدة، توفر الألعاب معلومات بسيطة في مراحل معينة. بالإضافة إلى أن ألعاب الفيديو توفر المعلومات التي يحتاجها اللاعب فعلا في تلك المرحلة من اللعبة، والتي قد لا تكون هي الواقع في البيئة الصفية. وتضم العديد من الألعاب مستويات متفاوتة من المشكلات التي تتطلب حلولا، مما يتطلب ذهنا واعيا لتحقيق الأهداف. ويعد من الطبيعي للعبة أن تكون سهلة اللعب ولكن تحتوي على التحدي في نفس الوقت لتحث اللاعب على إتمام اللعبة. وبما أن الألعاب تتبع هذا النمط فإنها تنشئ درجة معينة من الإحباط لدى اللاعب ولكن ذلك لا يردعهم عن اللعب، بل إنه يحفزهم أكثر لمواصلة اللعب وتطوير مهاراتهم. وللاستفادة الكاملة من هذه الميزة فإن العديد من الألعاب تتيح للاعبين تعديل مستوى صعوبة اللعبة وتمكنهم من تحقيق مستويات متفاوتة من البراعة طوال اللعبة. يسمح ذلك للاعبين بضبط مستوى صعوبة اللعبة كل وفق حاجته. وبعد أن يحقق اللاعب براعة عبر اللعبة فإن بإمكانه زيادة مستوى الصعوبة والحصول على تحديات إضافية.
وكمثال على كيفية توفير اللعبة لمعلومات متتابعة نأخذ سلسلة لعبة إله الحرب (إله الحرب (سلسلة ألعاب فيديو)). ففي بداية اللعبة تمنح شخصية اللاعب كافة القوى والترقيات الموجودة في اللعبة مما يمكن اللاعب من تطوير مهارات أساسية. وبعد فترة قصيرة يتم سلب كل تلك السمات الخاصة بالأفتار (avatar) ولكن اللاعب يكافأ بأدوات وقدرات جديدة بين فترة وأخرى إما من خلال خبرة اللعب الجيد أو من خلال الوصول إلى نقطة معينة في اللعبة. بالإمكان استخدام هذه المواد الجديدة لتحقيق النجاح لاحقا في اللعبة. وعلى اللاعب الذي يريد احتراف اللعبة أن يستفيد من جميع الترقيات الموفرة في اللعبة. فبإعطاء اللاعب الترقيات على فترات معينة جراء سلسلة من النجاحات تسيطر اللعبة على انتباه اللاعب محفزة إياه للاستمرار في اللعب. وفي الوقت ذاته، بإمكان اللاعب تعلم استخدام كل أداة على حده واكتساب قوة أكبر في استخدامها.

## البيئة الصفية
وفي عام 1978 أجري بحث يربط ألعاب الفيديو بالتأثير التحفيزي المتعلق بالتعليم والحس الإدراكي كذلك. ومع انتشار ألعاب الفيديو في الثمانينات أصبح البحث أكثر تنوعا، حيث أظهرت نتائجه أن التناسق البصري والحركي للاعبين كان أفضل منه لدى غير اللاعبين. وأشار بحث مبدئي كذلك إلى أهمية الألعاب الإلكترونية للأطفال الذين ثبت أنهم يعانون من صعوبة في تعلم مهارات ومواد أساسية. وهناك نتائج أخرى وهي: 
•	تساعد ألعاب الفيديو الطلبة على تحديد أوجه القصور لديهم والعمل على تصحيحها.
•	إمكانية تكيف الألعاب والتحكم الذي يخضع له اللاعبون يحفزان التعلم ويشجعانه. 
•	وتعد ألعاب الفيديو مفيدة جدا في حالة كون الطلبة يعانون من صعوبات في التركيز. 
•	تثير التعقيبات المباشرة التي تعطيها ألعاب الفيديو للاعب حماسته وبالتالي تفتح المجال لفرصة أكبر للتعلم.
أحد الجدالات لصالح استخدام ألعاب الفيديو في التعليم هو أنها تتيح التعلم من خلال نظام المحاكاة مع عدم وجود أي خطر من ارتكاب الأخطاء. فمثلا يستخدم سلاح الجو نظام محاكاة الطيران ليعلم طياريه كيفية التحليق بالطائرات. وتعنى أنظمة المحاكاة هذه بتجهيز الطيارين المتدربين لتجربة الطيران الحقيقية وفي نفس الوقت تجنبهم التعرض للخطر أو فقدان الحياة أثناء التدريب. حيث يمكن للطيار أن يتعرض لحادث فرضي في جهاز المحاكاة فيتعلم من خطأه ثم يعيد إعداد الجهاز ويحاول من جديد. يؤدي هذا الإجراء إلى مستويات متميزة من المهارة في المحاكاة وبالتالي في الطائرة التي سيحلقون بها في المستقبل. كما تستخدم القوات العسكرية ألعاب الفيديو في التدريب مثل لعبتي أرما (ARMA) وسوكوم (SOCOM). فمثل هذه الألعاب تأسر اللاعب في واقع اللعبة. وباستخدام مهارات تكتيكية سيحاول اللاعبون تحقيق أي هدف محدد لهم في اللعبة. ويسمح ذلك للقوات العسكرية أن يروا جنودهم كيفية الانخراط في مواقف معينة دون التعرض لخطر الإصابة في ميدان المعركة.
تزيد جميع أنواع الألعاب مجموعات مختلفة من المهارات لدى اللاعبين. وتم القيام بالعديد من المحاولات لإظهار أنه يمكن استخدام الأنشطة على غرار الممرات ومنصات الألعاب لتطوير تناسق المهارات الحركية وردة الفعل. واحتج الكثير من الكتاب لصالح الإمكانيات التعليمية لألعاب الفيديو مثل سلسلة ألعاب ذا سيمز (ذا سيمز (سلسلة)) وذلك لمحاكاتها الاجتماعية وسلسة ألعاب سيفيليزيشن (حضارة) وذلك لعناصرها التاريخية والإستراتيجية. وأجمع الكثيرون على أن ألعاب الفيديو تشجع التنمية الفكرية واقترحوا أنه بإمكان اللاعبين استخدامها لتطوير استراتيجيات المعرفة وممارسة حل المشكلات وكما بإمكانهم تحسين المهارات المكانية لديهم.

## استخدام ألعاب الفيديو في الفصول الدراسية

### فوائد محتملة
حاول بعض المعلمين استخدام ألعاب الفيديو في البيئة الصفية، حيث أن هناك دليلا قاطعا على أن ألعاب الفيديو التعليمية تحفز تفاعل الطلبة وتحسن التعلم بجعله ممتعا بالنسبة للأطفال. وعلاوة على ذلك، بالرغم من أن حجم التأثير ضئيل فإن قدرة ألعاب الفيديو على غمر اللاعب في لعب دور خيالي يمكنها أن تساعد على تطوير مفهومهم الذاتي في مجالات معينة بطريقة قد لا تنجح بالأنشطة الدراسية الموازية.
إن ألعاب الفيديو بطبيعتها مبنية على نظام التحفيز حيث تكرم اللاعب عند حله لمشكلة أو إكماله لمهمة ما وفق معايير محددة. وتحتوي كل لعبة على نظام مكافآة، سواءا كان مبنيا على النقاط أو الإنجازات أو تطور الشخصية أو السلاح أو فتح أدواة جديدة أو ببساطة الانتقال إلى المرحلة اللاحقة. وبإمكان الألعاب أن تقوم بشكل تلقائي ومستمر بتقييم قدرة اللاعب في كل لحظة نظرا لطبيعة اللعبة المبنية على النظام. هذا شيء يفتقده نظام التعليم التقليدي حيث يقدم في صورة كميات كبيرة ويعرض صورة أقل لأداء الطالب. تعلم ألعاب الفيديو طريقة نظامية في التفكير وكذلك فهم كيفية تأثير الأنواع المختلفة على بعضها البعض. وتحسن ألعاب الفيديو كذلك المهارات المبنية على ردة الفعل من خلال توفير عنصر المجهول والذي يجعل الطالب يستجيب بطريقة طبيعية.
تم اقتراح بعض الألعاب مثل ماين كرافت (Minecraft) وبورتال (Portal) كمنصات للمعلمين لتجربتها مع قدراتهم التدريسية. تعد لعبة ماين كرافت لعبة صندوق الرمل (sandbox game) حيث يمكن للاعب إنشاء أشياء باستخدام نظام الإنشاء، بينما تعد لعبة بورتال لعبة فيزيائية يستخدم اللاعب فيها قوانين الفيزياء مثل الجاذبية والقصور الذاتي للتقدم عبر سلسلة مراحل اللعبة. ويعتبر التفكير العلمي وحل المشكلات متأصلا في التصميم النهائي للعبة. فلعبتا ماين كرافت وبورتال سهلتا التأقلم مع بيئات التعلم المختلفة، فلعبة ماين كرافت تبدوا أكثر استخداما مع الأطفال الصغار بينما تستخدم لعبة بورتال أساسا مع معلمي الفيزياء في المدارس الثانوية.
وأظهرت إحدى الدراسات أن استخدام ألعاب الفيديو كجزء من النقاش الصفي، مع تضمين أنشطة اشراكية ووقتية تقرب اللعبة من الأدوات الصفية، يمكن أن يحسن أداء الطلبة ومشاركتهم. قام محاضرون بتوزيع الطلاب على مجموعات ليلعبوا لعبة سبور (Spore) في درس عن الثورة في مادة الأحياء لطلبة جدد. حقق الطلاب الذين اختيروا ليلعبوا لعبة سبور متوسط درجات أعلى بـ 4% من الطلاب الذين لم يلعبوا. وغياب الدقة في اللعبة ساعد على تحفيز التفكير العلمي لدى الطلبة، حيث قالت إحدى الطالبات أن اللعبة ساعدتها في فهم «الأجزاء الدقيقة من الانتقاء الطبيعي، والانتقاء الاصطناعي، والبقاء للأصلح، والتنوع الوراثي، وبسبب الأخطاء داخل اللعبة كان أشبه باللغز». غير أن هذه الدراسة لا تحتوي على أدلة تثبت فرضية أن ألعاب الفيديو منفردة تزيد مشاركة الطلاب لأن اللعبة كانت تتضمن أنشطة إضافية وانتباها من المحاضرين. وأجرى أحد العلماء دراسة لكشف ما إذا كان لعب ألعاب الفيديو قد يهدئ النظام العصبي وأتت نتائج الدراسة كما توقع تماما.
وقام مصدر آخر بدراسة معلمين يستعملون لعبة سيفيليزيشن 3 في صفوف التاريخ في المدارس الثانوية أثناء وبعد المدرسة. لم يكن معظم الطلبة لصالح استخدام اللعبة كما أظهرت هذه الدراسة، حيث وجدها العديد منهم صعبة ومضجرة. وكان بعض الطلاب ـ خصوصا ذوي الأداء العالي ـ قلقين بشأن كيفية تأثيرها على دراستهم حيث شعروا أن «لعبة سيفيليزيشن 3 لا تجعلهم مستعدين جيدا ـ للعبة ـ التعليم العالي». ومع ذلك فإن الطلاب الذين كانوا يخفقون في البيئة التعليمية التقليدية عادة ما أبدوا أداءا أفضل في التعليم المبني على اللعب. فقد حضت اللعبة على اهتمامهم الذي لم تحض به المدارس التقليدية.

## عوائق استخدام الألعاب
لدى العديد من المعلمين تحفظ على استخدام ألعاب الفيديو، حيث قامت إحدى الدراسات بسؤال مدرسين جربوا استخدام ألعاب الفيديو في الصف عن سبب عدم استخدامها بنطاق أوسع. وتم تصفيف ست فئات عامة من العوامل كمواطن إشكال وهي:
•	عدم مرونة المنهج: يستصعب المعلمون إضافة ألعاب الفيديو إلى منهج قائم بالفعل في الصف. ومن الصعب إيجاد لعبة تعليمية وممتعة في نفس الوقت. وكذلك ليس لمعضم المعلمين الخبرة في استخدام ألعاب الفيديو. 
•	مشاكل نفسية: يمكن أن يزيد اللعب على الإدمان وكذلك المشاكل الحركية. وقد يفقد الطلاب الرغبة في التعلم في البيئات التقليدية. وقد يفقد المعلم سيطرته على الصف مما يتسبب في «منافسة مفرطة».
•	عدم جاهزية الطلاب: تتفاوت مستويات مهارات الطلبة وثقافتهم الحاسوبية الذي ربما يكون قد تأثر بوضعهم الاجتماعي والاقتصادي. ويقتضي الأمر بعض الوقت لتعليمهم قواعد اللعبة كما أن الألعاب تشكل صعوبة أكبر عليهم من السمعبصريات التقليدية.
•	نقص الأدوات المساعدة: لا يمتلك المعلمون نصوصا أو أعمالا تدعم العملية التعليمية جنبا إلى جنب مع الألعاب.
•	الجداول الدراسية الثابتة: هناك وقت محدود للمدرسين وقد لا تسمح لهم مدارسهم باستخدام الألعاب. 
•	محدودية الميزانية: فأجهزة الكمبيوتر وأنظمتها والإنترنت السريع باهظة الثمن ومن الصعب على المدرسن توفيرها.
كان بعض المدرسن أكثر قلقا تجاه بعض المشاكل أكثر من غيرها، حيث كان المدرسون الذكور أقل قلقا من الإناث بشأن محدودية الميزانية والجداول الثابتة ونقص الأدوات المساعدة. والمدرسون الذين يفتقدون إلى الخبرة كانوا أكثر قلقا من أولئك أصحاب الخبرة بشأن الجداول الدراسية الثابتة ونقص الأدوات المساعدة.

## التعلم من خلال ألعاب الفيديو خارج الفصول الدراسية
إن ألعاب الفيديو التجارية بشكل عام والتي يشار إليها بألعاب الرفوف التجارية (COTS) قد قيل بامتلاكها لدور أساسي مهم لدعم التعلم عن طريق مجموعة مهارات قابلة للنقل. وأحد الأمثلة على ذلك هي ألعاب التصويب من منظور الشخص الأول مثل سلسلة لعبة كول أوف ديوتي (Call of Duty) (مع أن هذه الألعاب عنيفة بطبيعتها، وقد لاقت سمعة سلبية عند أولياء الأمور لعدة تبريرات). وعلى الرغم من أن سلسلة لعبة كول أوف ديوتي نفسها تأخذ مجرى الإستراتيجية التكتيكية أو الواقعية بتعمق، هنالك ألعاب عديدة في ذات المجال (ألعاب التصويب من منظور الشخص الأول) والتي بإمكان الشخص أن يتعلم من خلالها مهارات أساسية من الألعاب. فهي تحفز اللاعب في المستوى الإدراكي عبر مستويات أو مراحل اللعبة أو اللعبة بأكملها. وهي كذلك تعلم الاستراتيجيات حيث أن على اللاعبين إيجاد طرق للتخلص من صفوف الأعداء، وتجنبهم بخفة، وتقليل الخسائر وما إلى ذلك. وبإمكان اللاعبين اختبار استخدامهم لهذه المهارات عن طريق استخدام نظام اللعب المتعدد في هذه الألعاب. كما تسمح هذه الألعاب للاعبين بتطوير رؤيتهم المحيطية لأن عليهم التنبه لأي حركة في الشاشة واتخاذ قرارات سريعة إذا ما كانت تهديدا، لتجنب خسارة الذخيرة أو إيذاء اللاعبين الحلفاء.
تم استخدام ألعاب أخرى لتوفير نظرة على أساسيات طبيعة التعليم في ألعاب الفيديو مثل سلسلتي لعبتي جيتار هيرو وروك باند. ويتطلب من اللاعب للنجاح في هتين اللعبتين أن يفشل عدة مرات - هذه هي الطريقة الوحيدة لتعلم الأفعال الصحيحة. وتوفر هذه الألعاب كذلك تعقيبا مباشرا عن أداء اللاعب وهذا ما يفتقده نظام التعليم التقليدي. والإيجابية الأساسية لألعاب الفيديو هو أنه لا شيء يخسره اللاعب في حالة الفشل، على عكس العالم الواقعي حيث يعني الفشل درجات سيئة أو ما هو أسوء.
وهناك ألعاب أخرى مثل دوز إكس هيومان ريفيليوشن، والتي توفر نوعا من مهارات اتخاذ القرار. حيث يرغم اللاعب أن يفكر للقادم ويتوقع كيف ستؤثر أفعاله على المستقبل في اللعبة، وأهم من ذلك كيف يمكن أن يخوض اللعبة. ترقية القدرة تحسن من مهارات الشخصية مما يجعلها خيارا أفضل للاستخدام وذلك يحسن المهارات لاحقا. وكذلك فإن الألعاب ذات الخرائط الصغيرة المدمجة ستعلم الأشخاص كيفية قراءة الخرائط.حيث يعلم اللاعبون كيفية النتقال من النقطة أ إلى النقطة ب بأسرع وقت ممكن وكيفية تجنب العقبات مثل العوائق والمسطحات المائية والأعداء.
ومع أن ألعاب الفيديو عادة ما تعد عديمة التعليم إلا أنها بمثابة مقتنيات ثمينة للمكتبات لضمها إلى مقتنياتها للفئة المستهدفة لتحسين تعلمهم. وتم تطوير العديد من ألعاب الفيديو الجديدة تعليميا لتحسين تعلم الطلاب من مختلف الأعمار لأشياء جديدة وتطوير مهارات حل المشكلات والإبداء مع الاستمتاع في نفس الوقت. بالإضافة إلى ذلك، قامت العديد من المدارس والمدارس المنزلية بتقديم ألعاب فيديو في مناهجها التعليمية. وتضمن بعض المكتبات توفير مثل تلك الألعاب. ومن ألعاب الفيديو الموصى بها التالي:
1- تحدي ناشيونال جيوغرافيك (National Geographic Challenge): المنصة: لعبة إكسبوكس تتيح للاعبين اختبار انفسهم أو حل أحجية أو اكتشاف العالم. وتزيد هذه اللعبة المعرفة الجيولوجية لدى الأطفال.سنة الإنتاج: 29 نوفمبر 2011.
2- الهروب من جزيرة المغامرات (Escape Adventure Island): المنصة: لعبة لشركة ننتيندو وي بتقنية الأبعاد الثلاثية والتي تحفز وتساعد الأطفال على ممارسة الرياضيات والقراءة ومهارات التفكير العلمي بينما يكسبون تكريما افتراضيا طوال تقدمهم في اللعبة. سنة الإنتاج: 17 نوفمبر 2009
3- ورشة كتاب القصص (Storybook workshop): المنصة: لعبة لشركة ننتيندو وي وهي مناسبة للقراء المبتدئين. وتشتمل اللعبة على 16 قصة مختلفة تحفز الأطفال على الاستماع لها أو ممارستها أو أغاني لغنائها وتسجيل قراءة الأطفال للقصص. سنة الإنتاج: 1 ديسمبر 2009
4- استوديو الرسم: الرسام السريع (UDraw Studio: Instant Artist): المنصة: ننتيندو وي تحسن اللعبة إبداع الأطفال في مجال الفن من خلال استخدام لعبة مدمجة تحتوي على شخصية الافاتار avatar أو من خلال إنشاء تحف من البداية. سنة الإنتاج: 14 نوفمبر 2010
هناك مشروع بحثي يحتوي يتضمن إيجابيات استخدام ألعاب الفيديو وهو تقرير يركز على الدراسات التي تدل على أن هناك فوائد صحية لألعاب الفيديو. ويعرض هذا التقرير معلومات من دراسات من كل من جامعة ولاية يوتا، وجامعة ديكين في ملبورن، أستراليا، والاستعراض السنوي للعلاج الرقمي والتطبيب عن بعد، وجامعة واشنطن، ومختبر التطوير البصرية من جامعة أونتاريو ماكماستر، وجامعة روشستر في نيويورك عام 2009، وجامعة ولاية نورث كارولينا. وجد الباحثون من هذه الجامعات أن لألعاب الفيديو قدرات علاجية على الأطفال ذوي الأمراض المزمنة وبإمكانها تحسين مهارات الحركة لدى أطفال ما قبل المدرسة، وتقليل الضغط والتوتر، وتوفير الراحة من الألم وكذلك تحسين النظر ومهارات اتخاذ القرار وبإمكانها الحفاظ على السعادة في العمر المتقدم كذلك. وتوفر هذه الدراسات اعتمادا للاستخدام الإيجابي لألعاب الفيديو للكبار والصغار مقترحة أن تكون ألعاب الفيديو عناصر أساسية في جميع المكتبات.

## انتقادات
بينما تنمو ألعاب باستمرار كجزء من الحضارة، فإنها في الوقت ذاته تتهم بطبيعتها العنيفة والمسببة للإدمان. ولكن خلال مناقشات في مجلس الشيوخ الأمريكي شهد بعض الخبراء أن ذلك يفتقر إلى دليل علمي يثبت الرابط بين ألعاب الفيديو والتأثيرات السلبية المرتبطة بها.
تبدو الجوانب التعليمية لألعاب الفيديو للكبار أقل وضوحا من تلك التي للأطفال. فتصميم ألعاب فيديو تعليمية للكبار تتطلب تصميما أكثر فكرا، وغاللبا ما ينظر البالغون إلى ألعاب الفيديو على أنها تسلية في أوقات الفراغ بعد العمل اليومي والمسؤوليات. 
ووفقا لكاثي دافيدسون فإن ألعاب الفيديو تعد وسيلة إلهاء، ولكنها قد ترى على أنها وسيلة مهمة لتعليم المبادئ المعقدة كذلك. 
وأدى إطلاق النار في كولومباين إلى صورة سلبية لألعاب الفيديو في أذهان الكثيرين. وعرفت ألعاب الفيديو على أنها سبب لتنمر الأطفال على بعضهم، أو الخروج من المدرسة أو السرقة من الآخرين. وأدى هذا التوجه إلى أن يعدل الخبراء طرقهم وابتكار طرق جديدة للعب. وأعادت الدراسات مؤخرا التركيز على السلوك السلبي والتأثيرات النفسية والاجتماعية لألعاب الفيديو.